# Наше наследие
«На́ше насле́дие» — советский, затем российский культурно-исторический журнал, учреждённый по инициативе литературоведа академика Дмитрия Лихачёва, издавашийся в 1988—2018 годах. Главным редактором с первого номера был Владимир Енишерлов. Первоначально выходил 6 раз в год, с 1994 — 4 раза в год (в 1992 вышел 1 номер, в 1993 — 3 номера). Учредителем до 1991 значился Советский Фонд культуры.
Синтетический по жанрам и темам: представлены литература и философия; живопись и архитектура; театр и музыка. Стал первым в новой России журналом, сочетавшим серьёзное содержание, современный дизайн и образцовое полиграфическое исполнение. Главное направление издания — возвращение читателям работ забытых философов, литераторов, художников; публикация мемуаров, писем, архивных материалов по истории России и её культуре; рассказы о частных коллекциях произведений искусства, архитектурных памятниках, музейных запасниках, культуре российской провинции.
В журнале были опубликованы неизвестные ранее тексты и материалы из архивов Александра Пушкина, Михаила Лермонтова, Александра Грибоедова, Александра Блока, Андрея Белого, Зинаиды Гиппиус, Марины Цветаевой, материалы, связанные с русской философской и духовной жизнью: наследие Патриарха Московского Тихона, Владимира Соловьёва, Сергия Булгакова, Николая Бердяева, Павла Флоренского, Георгия Федотова). Выпущены целевые номера, посвящённые культуре русской усадьбы, 850-летию Москвы, 200-летнему юбилею А. С. Пушкина, 300-летию Санкт-Петербурга, 2000-летию Рождества Христова, 200-летнему юбилею Н. В. Гоголя, художественным итогам XX века.
Ведет книжную программу по изданию забытых произведений отечественной литературы и мемуаров замечательных русских людей. Впервые в России изданы воспоминания княжны Марии Васильчиковой «Берлинский дневник. 1940—1945», генерала от инфантерии Николая Епанчина «На службе трёх императоров», «Записки кирасира» Владимира Трубецкого; сборник воспоминаний о Москве «Московский альбом».
В 1988—1991 годы тираж журнала составлял 200 000 экземпляров, что делало его самым массовым среди культурологической периодики. К моменту закрытия — 5 тысяч экземпляров. Журнал неоднократно отмечался ЮНЕСКО, первым из периодических изданий России удостоен в 1999 году Государственной премии РФ в области литературы и искусства. Правда, не обходилось и без курьёзов: журнал неоднократно помещал на своих страницах зеркально перевёрнутые иллюстрации, а в 2009 году вышло два сдвоенных номера: № 89—90, а затем № 90—91. Длительное время выходил в свет благодаря поддержке Федерального агентства по культуре.

Д. Лихачёв писал, подводя итоги десятилетнего существования журнала: 
<…> Тип журнала „Наше наследие“ — это совершенно определённый выбор. Как он был сделан с самого начала, так до сих пор и держится. Он так и войдёт в историю: как журнал, не изменившийся в эпоху больших перемен, когда изменилось всё.
Подписка на журнал была прекращена редакцией с 1 июня 2018 года.